# Hillary Clintonová
Hillary Clintonová, nepřechýleně celým jménem Hillary Diane Rodham Clinton (* 26. října 1947 Chicago) je americká politička, členka Demokratické strany, bývalá první dáma USA za vlády Billa Clintona (1993–2001), senátorka USA za stát New York (2001–2009) a ministryně zahraničních věcí Spojených států amerických ve vládě Baracka Obamy (2009–2013).
V roce 2008 se ucházela o demokratickou nominaci do amerických prezidentských voleb, ale porazil ji Barack Obama. Kandidátkou Demokratické strany na prezidenta se tak stala až ve volbách v roce 2016, kdy ji ovšem porazil republikánský kandidát Donald Trump. Jedná se o první ženu v americké historii, která byla na funkci prezidenta nominována.

## Život

### Mládí
Pochází z republikánského předměstí Chicaga. Její otec Hugh Ellsworth Rodham byl republikán[zdroj?] a vlastnil textilní továrnu a velkoobchod. Matka Dorothy Howell Rodham byla v domácnosti a zastávala názory blízké Demokratické straně.[zdroj?] Hillary Clintonová je nejstarší ze tří sourozenců, bratr Hugh Rodham, právník a politik, a  Tony Rodham (†64). (. Od mládí byla aktivní v různých spolcích.
V letech 1965–1969 absolvovala dívčí univerzitu Wellesley College, kde se v té době odehrávaly důležité změny – ke studiu byly přijímány první černošské studentky.

### Studium, právnická a podnikatelská činnost
V roce 1973 absolvovala právnickou fakultu Yaleovy univerzity. V roce 1974 pracovala pro Sněmovnu reprezentantů na prošetřování dokumentů v Nixonově aféře Watergate. Po krátkém zaměstnání jako právní poradkyně v americkém Kongresu se v roce 1974 přestěhovala se svým přítelem Billem Clintonem do Arkansasu. V říjnu 1975 uzavřeli manželství. Roku 1979 byla jako první žena jmenována partnerem v právnické kanceláři Rose Law Firm; dvakrát byla uvedena v seznamu jednoho sta nejvlivnějších amerických právníků. V letech 1979–1981 a opět 1983–1992 byla arkansaskou první dámou, když se její manžel stal guvernérem tohoto státu. Působila v řadě organizací zabývajících se dobročinností pro děti.
Od roku 1978, kdy pracovala jako advokátka v právnické firmě Rose Law, začala Clintonová spolu se svým manželem podnikat na burze dobytka a též, spolu s arkansaským byznysmenem Jimem McDougalem a jeho manželkou, na trhu realit. K tomu účelu v roce 1979 založili White Development Corporation. Ta se ale za více než rok dostala do finančních potíží a McDougal se v roce 1985 rozhodl přejít k jinému podnikání – projektu Castle Grande –, na který ale potřeboval 1,75 milionu dolarů, z nichž si dokázal zajistit jen 600 tisíc skrze půjčku z pojišťovny Madison Guaranty. Zbylých 1,15 milionu nakonec získal také, ale skrze ilegální spletité schéma, do kterého byli zapojeni neznámí investoři a prostředníci. Hillary Clintonová v tu dobu pro Castle Grande zajišťovala právní služby.
V letech 1986–1992 Clintonová figurovala v představenstvu koncernu Wal-Mart, který je jednou z největších obchodních společností USA. Zasedala také ve správních radách několika dalších korporací. Při působení ve Wal-Martu chtěla dostat více žen do vyššího managementu, ale tiše schvalovala politiku potlačování odborů uvnitř společnosti. Na téma boje proti odborům ve Wal-Martu trvale odmítala poskytovat rozhovory.
V roce 1997 založila nadaci The Clinton Foundation (později Bill, Hillary, and Chelsea Clinton Foundation), sloužící oficiálně mj. pro podporu menších podnikatelů. Postupně, v průběhu let, na ni bylo připojeno 11 větších iniciativ, většinou charitativního charakteru. Nadace zaměstnává přes 2 tisíce lidí a její roční rozpočet činí 223 milionů dolarů. Nadace je v současnosti vyšetřována FBI.

### Výdělky a majetek
Kolem roku 2001 se Hillary Clintonová dostala do dluhu ve výši 8 milionů dolarů. Bylo to v době, kdy kandidovala do Kongresu a velká část jejích vlastních finančních prostředků byla investována do volební kampaně. Kampaň vyhrála a do dvou let se její majetek vyšplhal zpět na 30 milionů dolarů.
Za posledních několik let, zejména během druhého funkčního období Baracka Obamy, vydělala Clintonová desítky milionů dolarů a stala se multimilionářkou. Dostávala vysoké honoráře zejména za přednášky a projevy na půdě různých státních institucí, hlavně však v soukromých finančních institucích a korporacích. Za hodinový projev si běžně účtuje téměř čtvrt milionu dolarů, v roce 2013 si tak vydělala 9,7 milionů dolarů. Mezi jinými měla projevy v zázemí amerických nadnárodních bank spojovaných s hospodářskou krizí z roku 2008 jako jsou Goldman Sachs, Morgan Stanley, Bank of America, ale i zahraničních nadnárodních bank jako United Bank of Switzerland, Deutsche Bank nebo Canadian Imperial Bank of Commerce. Během své kandidatury v prezidentských volbách roku 2016 argumentovala v debatách na téma hospodářské a finanční krize roku 2008 s tím, že se tehdy snažila promluvit do duše lidí z vedení bank, které způsobily obrovský finanční kolaps. Její demokratický protikandidát Bernie Sanders požadoval, aby Clintonová zveřejnila přepisy svých projevů v bankách, což však doposud neučinila.
Manželé Clintonovi mají jmění převyšující 110 milionů dolarů, z čehož Hillary patří necelá třetina (31,3 milionu USD coby průměr z roku 2015),. Celkové množství peněz, které dokázala spolu s manželem vybrat přes tzv. fundraising pro jejich nadaci, přesáhlo 2 miliardy amerických dolarů, což z Hillary a Billa Clintonových činí jedny z nejúspěšnějších fundraiserů americké historie.

### Rodinný život
Ještě na Yaleské univerzitě se Clintonová v roce 1971 seznámila se svým budoucím manželem Billem Clintonem a v roce 1972 působili oba v prezidentské kampani demokrata George McGoverna v Texasu. Po studiích odešla s Billem do jeho rodného Arkansasu, kde učila právo na University of Arkansas.
Za Billa Clintona se provdala 11. října 1975, ponechala si však obě příjmení – Rodham Clinton. Bill Clinton byl v listopadu 1976 zvolen vrchním státním zástupcem unijního státu Arkansas a v roce 1978 jeho guvernérem. 27. února 1980 se jim ve městě Little Rock narodila jediná dcera Chelsea Victoria. Chelsea uzavřela v roce 2010 manželství se zaměstnancem velkobanky Goldman Sachs Marcem Mezvinskym a přestoupila na židovskou víru. 26. září 2014 se Chelsea narodila dcera Charlotte Clinton Mezvinsky. V červnu 2016 se jí narodil syn Aidan Clinton Mezvinsky.
V roce 2025 byla výborem Sněmovny reprezentantů vyzvána k výpovědi v souvislosti s kauzou kolem Jeffreyho Epsteina.

## První dáma USA

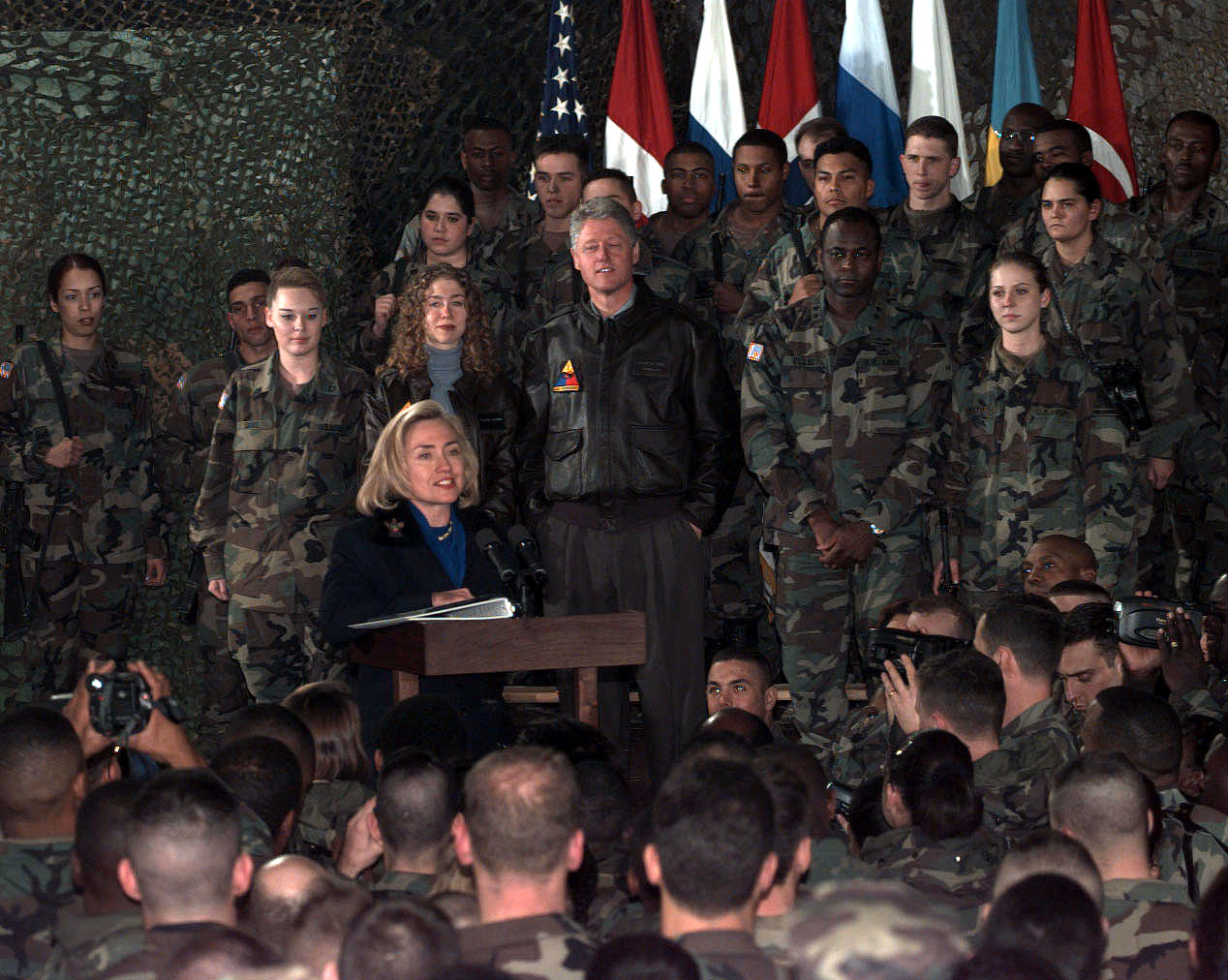
Clintonová a její manžel s vojáky na vojenské základně v Bosně, prosinec 1997

Hned prvních několik dnů Hillary Clintonové ve funkci první dámy USA byl ve znamení kauzy, ze kterého vznikl skandál označovaný médii jako Travelgate. Clintonová totiž propustila z práce sedm zaměstnanců odboru Travel office, který zajišťuje návštěvy a cestování prezidenta a jeho doprovodu. Propustila také šéfa tohoto odboru Billyho Dalea, aby na jeho místo dosadila (jinak nekvalifikovanou) sestřenici Billa Clintona. Dale začal být současně s tím stíhán ohledně údajného zpronevěření 68 tisíc dolarů, za které mu hrozilo až 20 let vězení. Kauzu dva roky vyšetřovala FBI. V případě Billa Dalea došla soudní porota k závěru, že jeho výpověď byla neoprávněná.
Během Clintonova prvního prezidentského období podnikla cestu po jihoasijských státech, kde obhajovala lidská a ženská práva. Na summitu OSN v Číně (září 1995) vystoupila s významným projevem, který je brán jako manifest za ženská práva. S Madeleine Albrightovou cestovala do postkomunistických zemí, kde se mimo jiné setkala i s Václavem Havlem. Roku 1993 ji Clinton jmenoval předsedkyní pracovní komise pro reformu zdravotnictví a povinného zdravotního pojištění, ale výsledný návrh přezdívaný Hillarycare byl velmi nepopulární a v září 1994 byl opuštěn.
V roce 1994 neprošla její hlavní iniciativa, kterou převzal její manžel jako svůj plán zdravotní péče, Kongresem Spojených států. V letech 1997 a 1999 však Clintonová sehrála velkou roli při prosazení státního programu dětského zdravotního pojištění. Dále se jí zdařily iniciativy k přijetí zákona o adopci dětí a bezpečných rodinách a zákona o nezávislosti pěstounské péče.
V roce 1996 byla předvolána svědčit před federální velkou porotou v důsledku aféry Whitewater, což byla soukromá záležitost manželů Clintonových v době jejich působení ve státě Arkansas. Byli tehdy podílníky ve zkrachovalé developerské firmě, přičemž se jejich společník dopustil daňových podvodů. Manželé Clintonovi byli obviňováni mj. ze střetu zájmů. Při tomto ani při žádném z několika dalších vyšetřování během prezidentského období Billa Clintona však nebyla obviněna z nepřípustného jednání.
Po manželově znovuzvolení prezidentem v listopadu 1996 podporovala Hillary Clintonová drobnější změny a kompromisy v sociální oblasti, které byly snadněji průchozí než její projekty v prvním prezidentském období. Podporovala boj proti AIDS a ženské obřízce a zasazovala se o dotace pro plánované rodičovství. Snažila se také nadále o jednodušší možnosti adopcí.
Stav jejího manželství se stal předmětem podrobné veřejné diskuse po jeho skandálu s praktikantkou Monikou Lewinskou v roce 1998.
Stala se první ženou prezidenta Spojených států, jež měla k dispozici více pracovníků a poradců než druhý muž ve státě, viceprezident USA.

## Politická kariéra

### Senátorka za stát New York

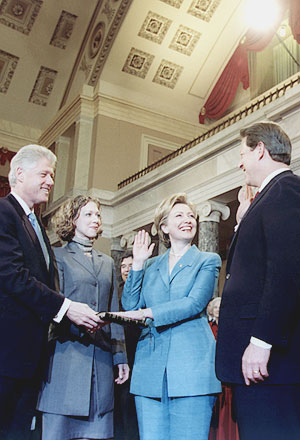
Clintonová skládá senátorskou přísahu do rukou viceprezidenta Ala Gorea (vpravo) 3. ledna 2001; zleva Bill a Chelsea

V roce 2000 přijala nabídku kandidovat do Senátu za stát New York proti newyorskému starostovi Rudymu Giulianimu, který po několika chybách v kampani odstoupil; novým republikánským kandidátem se stal Rick Lazio, který se však příliš soustředil na samotný New York. Hillary Clintonová byla první ženou amerického prezidenta, která se ucházela ještě během funkčního období svého manžela o politický úřad. Hillary Clintonová vyhrála rozdílem 55 % ku 43 % hlasů. V listopadu 2006 byla znovuzvolena 67:31.
V roce 2003 Clintonová podpořila americkou invazi do Iráku.

### Demokratické primárky 2008
20. ledna 2007 Clintonová oznámila kandidaturu na post prezidenta Spojených států za Demokratickou stranu, o čemž se spekulovalo již delší dobu. Jejím nejvážnějším protikandidátem v primárních volbách se stal illinoiský senátor Barack Obama, první významný kandidát jedné ze dvou největších stran, který nemá bílou barvu pleti.
Po několikaměsíčním těsném souboji Obama v posledních prezidentských primárkách Demokratické strany (3. června 2008 v Jižní Dakotě a Montaně) překročil hranici potřebných 2 118 delegátů; kandidaturu oficiálně získal 27. srpna na sjezdu Demokratické strany v Denveru, Colorado. Clintonová 7. června uznala svou porážku a na sjezdu i v podzimní kampani Obamu důrazně podpořila. Několikrát byla zmiňována jako potenciální kandidátka na úřad viceprezidenta, Barack Obama si však 22. srpna 2008 vybral Joe Bidena.

### Sponzoři

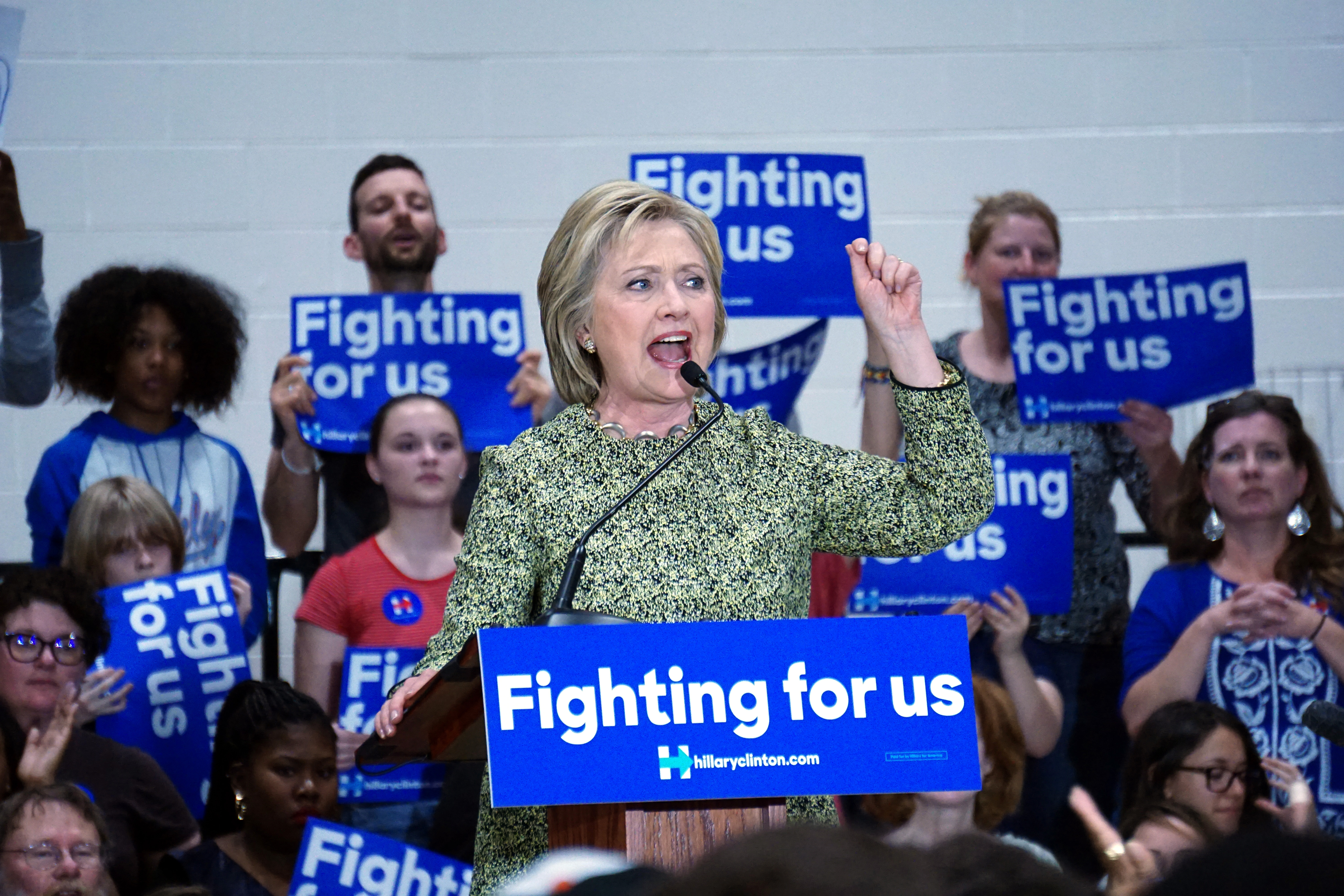
Předvolební kampaň Clintonové v Durhamu, Severní Karolíně, březen 2016

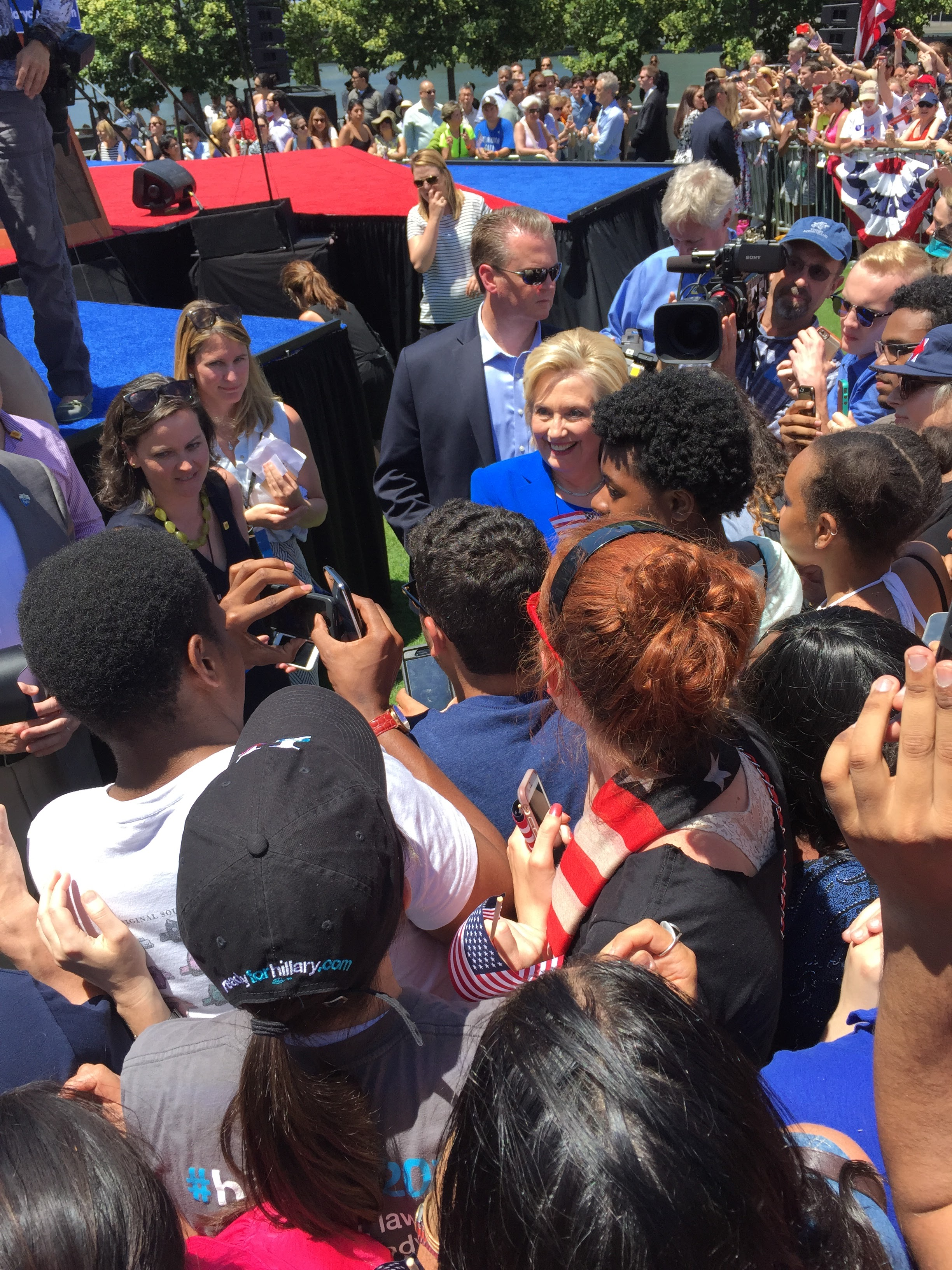
Clintonová během předvolební kampaně v New Yorku, červen 2016

V letech 1999 až 2016 přijala Clintonová na své předvolební kampaně peněžní dary v celkové výši $400 milionů. Mezi jejími pěti nejštědřejšími sponzory jsou tři velké banky z Wall Streetu — Goldman Sachs, Citibank, a JP Morgan.
Nadace manželů Clintonových získala od německé vlády pět miliónů dolarů na předvolební kampaň Hillary Clintonové. Norsko v roce 2015 zaslalo nadaci 20 milionů dolarů.
Nadace přijala peníze také od ropné společnosti ExxonMobil, od letecké a zbrojařské firmy Boeing nebo od autoritářských monarchií Perského zálivu — Spojených arabských emirátů, Ománu a Kataru.
Největší sponzoři Clintonové od roku 1999. Jedná se o sumu za příspěvky od jednotlivců i hnutí (PACs) v USD.
| Přispěvatel              | Celkem  | Jednotlivci | PACs   |
| ------------------------ | ------- | ----------- | ------ |
| EMILY's List             | 907 510 | 898 590     | 8 920  |
| Citigroup Inc            | 891 501 | 883 501     | 8 000  |
| DLA Piper                | 852 873 | 825 873     | 27 000 |
| Goldman Sachs            | 831 523 | 821 523     | 10 000 |
| JPMorgan Chase & Co      | 801 380 | 798 380     | 3 000  |
| Morgan Stanley           | 765 242 | 760 242     | 5 000  |
| University of California | 686 509 | 686 509     | 0      |
| Time Warner              | 603 170 | 578 170     | 25 000 |
| Skadden, Arps et al      | 562 182 | 557 682     | 4 500  |
| Corning Inc              | 492 750 | 474 750     | 18 000 |
| Kirkland & Ellis         | 491 066 | 474 066     | 17 000 |
| Paul, Weiss et al        | 430 919 | 430 919     | 0      |
| Greenberg Traurig LLP    | 422 195 | 414 095     | 8 100  |
| Akin, Gump et al         | 398 898 | 395 398     | 3 500  |
| Sullivan & Cromwell      | 395 807 | 395 807     | 0      |
| National Amusements Inc  | 386 698 | 383 698     | 3 000  |
| Harvard University       | 384 769 | 384 769     | 0      |
| Ernst & Young            | 377 082 | 357 082     | 20 000 |
| 21st Century Fox         | 373 482 | 373 482     | 0      |
| Lehman Brothers          | 362 853 | 359 853     | 3 000  |

### Ministryně zahraničí

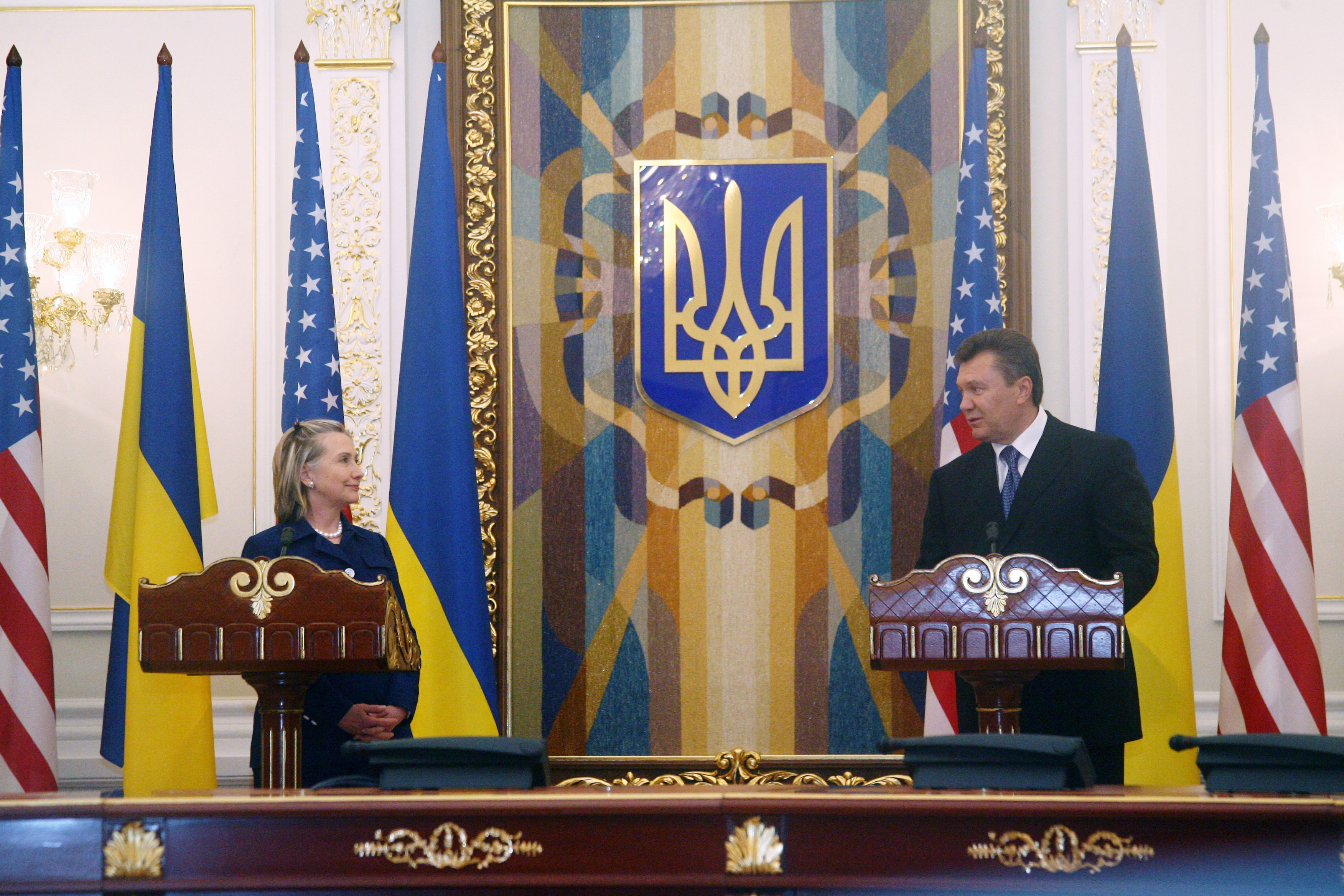
Setkání Clintonové s prezidentem Ukrajiny Viktorem Janukovyčem v Kyjevě, 2. července 2010

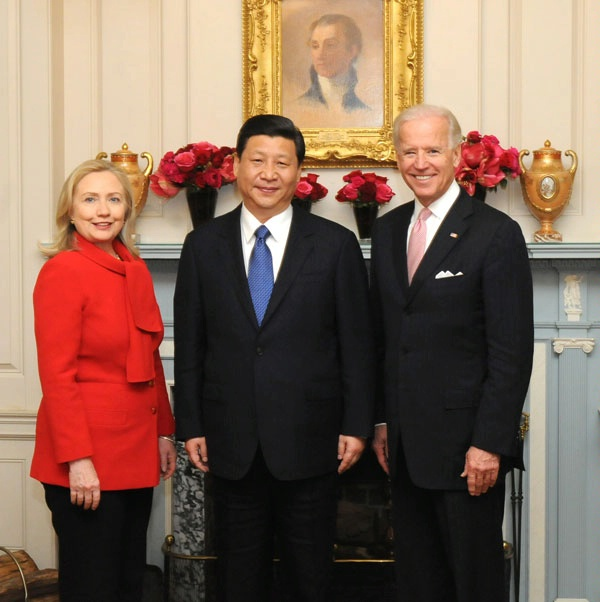
Clintonová a viceprezident USA Joe Biden při setkání s čínským prezidentem Si Ťin-pchingem v roce 2012

V listopadu přijala Clintonová nominaci na post ministryně zahraničí (Secretary of State) v Obamově vládě. Jmenována do úřadu byla 21. ledna 2009.
V březnu 2011 Clintonová přesvědčila amerického prezidenta Obamu o nutnosti vojenské intervence v Libyi, a to i přes odpor amerického ministerstva obrany, které se k vojenské intervenci stavělo odmítavě.
V září 2012 napadli separatističtí radikálové americké velvyslanectví v libyjském Benghází. Útok nepřežili čtyři Američané včetně velvyslance Chrise Stevense. Hillary Clintonové se vyčítá, že nepodnikla rozhodné kroky nutné k zabezpečení lidí z ambasády, přestože ze zpravodajství tajných služeb věděla, o jaké nebezpečí se jedná.
Na podzim 2012 utrpěla Clintonová otřes mozku a začala mít i další zdravotní problémy v důsledku vyčerpání a náročného pracovního zatížení. Připustila, že pomýšlí veřejnou kariéru ukončit. Dne 30. prosince 2012 byla hospitalizována v nemocnici kvůli trombóze (krevní sraženině v mozku), následku otřesu mozku. Dne 1. února 2013, na počátku druhého Obamova volebního období, nastoupil John Kerry na post ministra zahraničí a nahradil tak Clintonovou v této vládní funkci.

#### Návštěvy v Česku
Počátkem prosince 2012 navštívila Českou republiku a jednala s premiérem Petrem Nečasem a ministrem zahraničí Karlem Schwarzenbergem. V průběhu návštěvy lobbovala za získání zakázky dostavby jaderné elektrárny Temelín americkou firmou Westinghouse.

## Politické postoje
Clintonová podporovala letecké útoky NATO proti Jugoslávii v roce 1999 a později vzpomínala, že svého manžela, amerického prezidenta Billa Clintona, vybízela k „bombardování“. Clintonová podpořila jednostranné vyhlášení nezávislosti Kosova na Srbsku 17. února 2008. Při své návštěvě Kosova v roce 2012 prohlásila, že o kosovské nezávislosti se „nebude diskutovat“.
V říjnu 2002 jako senátorka hlasovala pro použití vojenské síly v Iráku. V roce 2006 dala Clintonová najevo, že by podpořila vojenský zásah proti Íránu v případě, že by se Írán pokusil získat jaderné zbraně, a obvinila amerického prezidenta Bushe z podcenění íránské hrozby.
Po vypuknutí občanské války v Sýrii Clintonová prosazovala vyzbrojování povstalců proti vládě Bašára Asada.
Podle Clintonové je cílem Ruska podrývat moc Ameriky „kdekoliv a kdykoliv“ a „agresivní“ politika Ruska představuje pro Spojené státy jednu z hlavních hrozeb, kterým musí americký prezident čelit. V lednu 2015 Clintonová vyzvala ke zvýšení vojenské pomoci ukrajinské armádě a dobrovolnickým praporům bojujícím ve válce na východní Ukrajině proti proruským separatistům.
Clintonová podpořila referendum o samostatnosti Jižního Súdánu v roce 2011 a prohlásila, že nezávislost Jižního Súdánu je „nevyhnutelná“. V roce 2014 se před referendem o nezávislosti Skotska otevřeně vyslovila proti nezávislosti Skotska na Spojeném království.

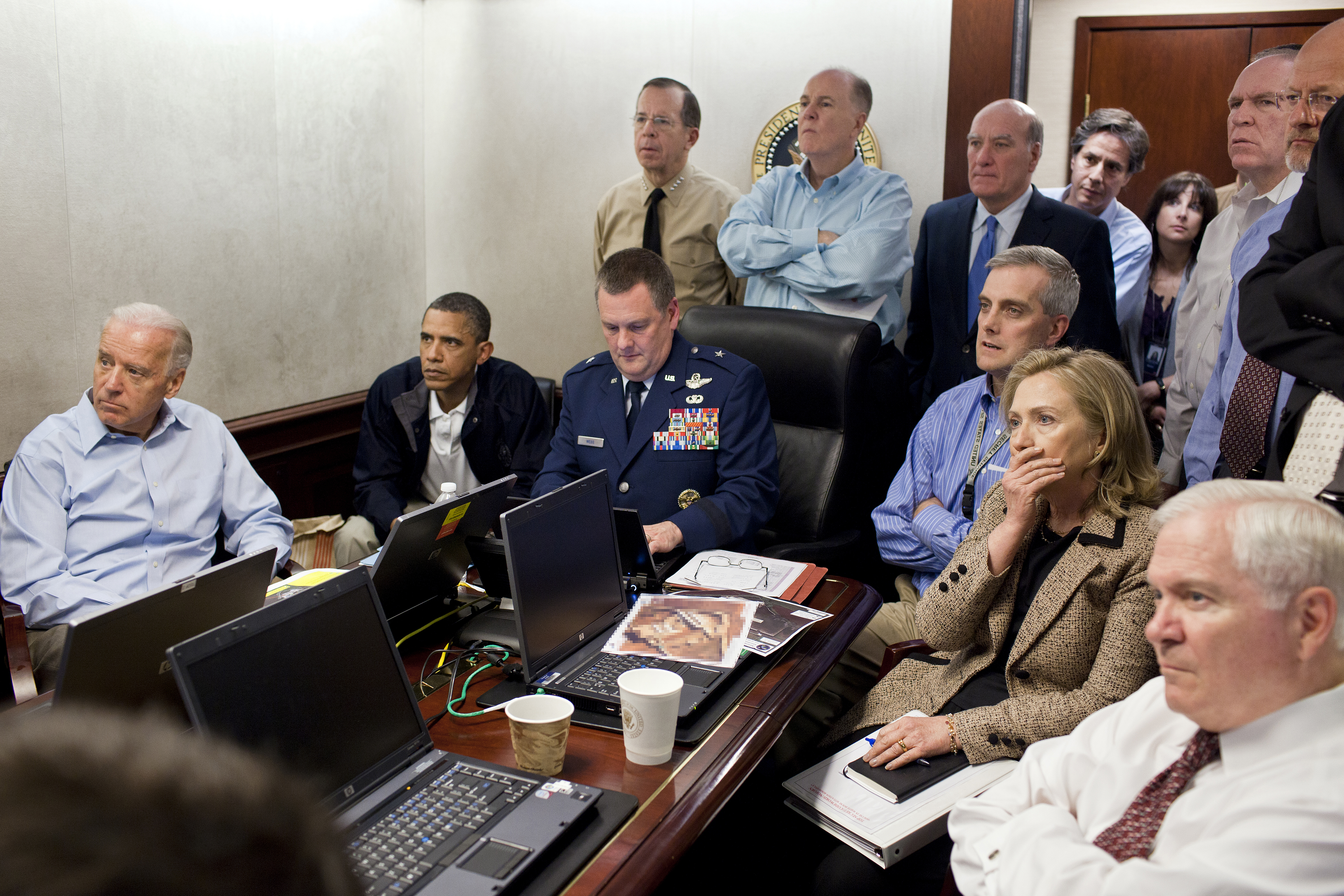
Clintonová se členy národního bezpečnostního týmu během razie na bin Ládinův úkryt

V dubnu 2011 Clintonová podporovala razii amerických speciálních sil v severním Pákistánu proti Usámovi bin Ládinovi, s tím že, jeho dopadení převažuje nad rizikem pro vztah USA a Pákistánu. Ta byla úspěšná a vyústila v jeho smrt, Clintonová také hrála klíčovou roli v rozhodnutí administrativy nevypustit fotografie mrtvého vůdce Al-Káidy.
Clintonová podporuje udělení amerického občanství imigrantům, kteří žijí ve Spojených státech ilegálně, a také podpořila exekutivní nařízení prezidenta Obamy, kterými se Obama pokoušel legalizovat pobyt až 5 milionů ilegálních imigrantů ve Spojených státech. Clintonová podpořila plán prezidenta Obamy na přijetí 10 tisíc syrských uprchlíků ve Spojených státech.
V oblasti LGBT práv Clintonová změnila svůj postoj, a nyní, na rozdíl od postoje během prezidentských voleb v roce 2008, podporuje sňatky osob stejného pohlaví. Její stanovisko v těchto záležitostech v roce 2008 kritizoval její oponent Obama. Změnila také názor na udělování řidičských průkazů pro lidi, kteří jsou ve Spojených státech ilegálně a nyní ho podporuje.
V roce 2015 během předvolební kampaně v prezidentských volbách Clintonová podpořila hnutí Black Lives Matter, které upozorňuje na případy policejního násilí proti lidem černé pleti. Po setkání s aktivisty z Black Lives Matter Clintonová prohlásila, že rasismus je „prvotním hříchem Ameriky“.
Clintonová zastává názor, že jednou z největších předností Spojených států jsou multikulturalismus a diverzita. Ve své prezidentské kampani Clintonová kritizovala kandidáty Republikánské strany, kteří jsou údajně bez kontaktu s měnící se multikulturní Amerikou, že používají protiimigrantskou a protimuslimskou rétoriku.
Clintonová podporuje zdravotní reformu prezidenta Obamy z roku 2013.

## Kandidatura na prezidentku USA 2016

### Demokratické primárky

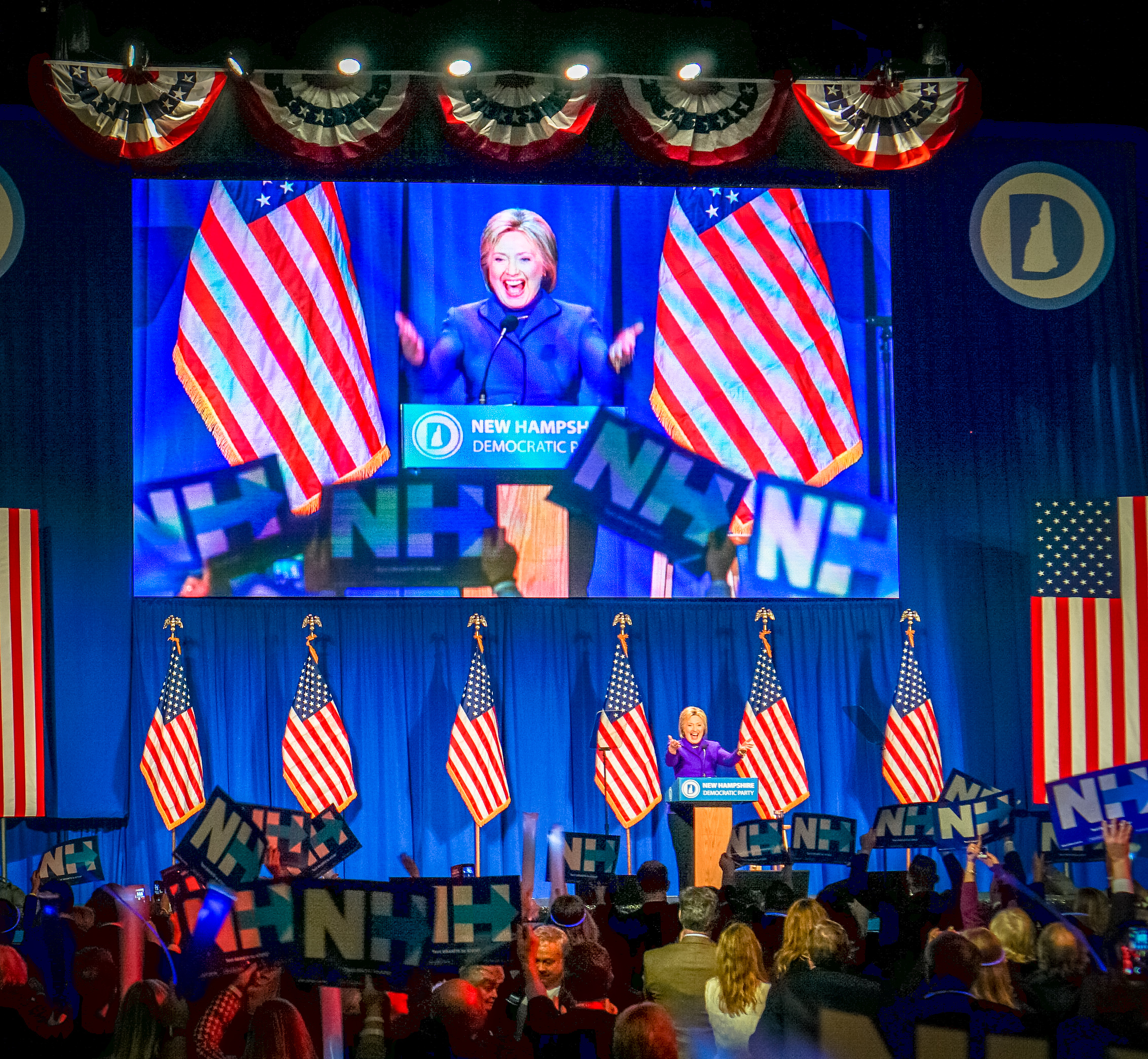
Prezidentská kampaň ve městě Manchester, New Hampshire 5. února 2016

V roce 2015 oznámila Hillary Clintonová opět kandidaturu na prezidentku Spojených států. Ve svém oznámení napsala „Každý den potřebuje Amerika hrdinu a já jsem ten hrdina…“ Ve stranických primárkách se střetla s levicovým politikem Berniem Sandersem, který se zaměřil na střední třídu a třídu pracující chudoby. Od počátku ale Hillary značně vedla, mj. díky zajištěným hlasům tzv. superdelegátů, a v květnu získala potřebný počet delegátů na předběžné stranické nominování. Nominace byla potvrzena na filadelfském konventu Demokratické strany, který se konal 25. – 28. července 2016. Hillary Clintonová se tak stala první ženou v amerických dějinách, která byla nominována na post prezidentky USA za takto velkou stranu v USA. V období konventu a pro svou další kampaň získala velkou podporu vlivných politiků, jako například prezidenta Baracka Obamy, a také jeho manželky Michelle Obamové.
V dalším průběhu volebního boje se střetla s republikánským kandidátem Donaldem Trumpem a od počátku byly jejich vztahy velmi napjaté. Během televizních debat na sebe vznášeli obvinění. Již od počátku se pozorovatelé na základě výsledků většiny průzkumů zcela převážně domnívali, že prezidentkou se stane Clintonová. Ta však na svoji stranu nedokázala získat tolik voličů, kolik potřebovala. I když byl souboj velmi vyrovnaný, novým prezidentem USA se stal republikánský kandidát Donald Trump, který získal více volitelů, ovšem celkových hlasů dostala více Clintonová, a to o 2,9 milionu. Po prohře Clintonová výsledky uznala a řekla, že Donald Trump bude jistě dobrý prezident a USA mu musí dát šanci. Později v rozhovoru pro CNN ze své prohry obvinila WikiLeaks a ředitele FBI Jamese Comeyho, který jedenáct dní před volbami oznámil Kongresu, že prozkoumá další nově objevené e-maily ze soukromého účtu Clintonové.
Na prezidentskou kampaň vybrala celkem 1,2 miliardy dolarů, dvojnásobek Trumpovy sumy. Přestože Clintonová během své kampaně tvrdila, že chce omezit vliv bohatých dárců na americké volby, tak její kampaň přijala 70 miliónů dolarů (asi 1,7 miliardy korun) od devatenácti miliardářů.

### Zdravotní stav

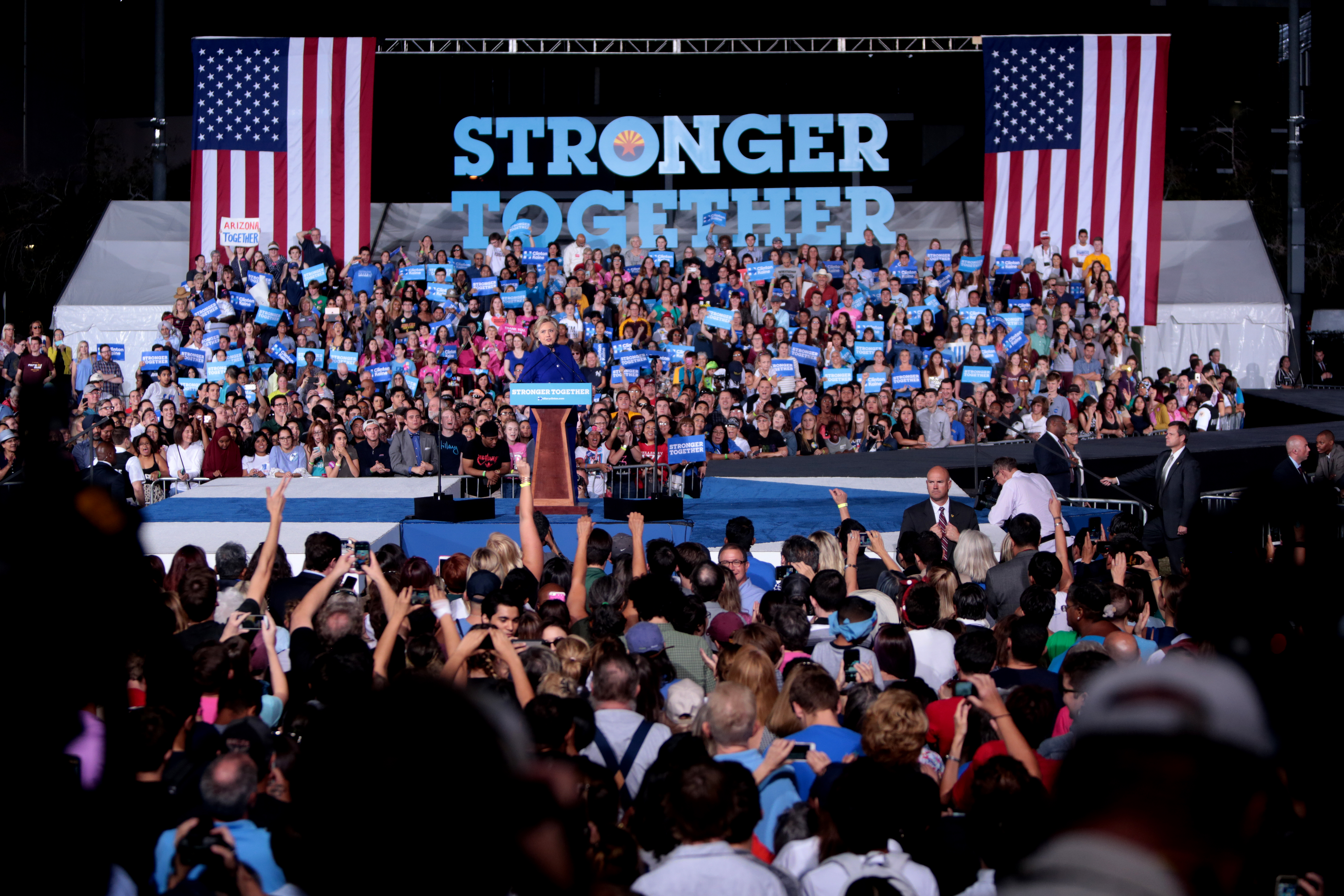
Clintonová hovoří před svými stoupenci na Arizonské státní univerzitě v Tempe 2. listopadu 2016

V souvislosti s kandidaturou Hillary Clintonové ve volbách prezidenta USA 2016 je sledován její zdravotní stav. Bylo oznámeno[kdo?], že Clintonová měla již dříve zdravotní problémy. Dne 11. září 2016 se zúčastnila vzpomínkového shromáždění k 15. výročí teroristických útoků v New Yorku a ve Washingtonu, které se konalo na Manhattanu v prostoru Ground Zero. Zde utrpěla záchvat slabosti a musela shromáždění opustit. Poté bylo oznámeno, že onemocněla zápalem plic. Toto onemocnění bylo však zjištěno již v pátek 9. září, načež začala pacientka brát antibiotikum a bylo jí doporučeno, aby zůstala na lůžku a změnila své termíny. Poté, co se přesto dostavila na Manhattan, aby se zúčastnila vzpomínkového shromáždění, způsobily horko a dehydratace její kolaps, ze kterého se však posléze zotavila.

### Kontroverze kolem úředních e-mailů
Clintonová čelila kritice, že jako ministryně zahraničí používala k úřední komunikaci svůj soukromý e-mail. Podle inspekce ministerstva zahraničí porušila Clintonová tímto vládní pravidla. V červenci 2016 došla FBI k závěru, že Clintonová zacházela se zprávami obsahujícími tajné informace „nesmírně lehkomyslně“, ale „neporušila zákon“. Předseda vyšetřovacího výboru Sněmovny reprezentantů, republikán Jason Chaffetz poté kritizoval postoj FBI a prohlásil: „Kdyby vaše jméno nebylo Clintonová nebo jste nebyli součástí mocenských elit, pak by justice jednala jinak.“
V již tehdy známé kauze obcházení zákonů a předpisů pro bezpečnost při zacházení s důvěrnými a tajnými informacemi bylo na konci dubna 2016 rozšířeno vyšetřování proti Clintonové, které prováděl Federální úřad pro vyšetřování (FBI). Jako ministryně zahraničí používala Clintonová pro svou úřední korespondenci soukromý server a e-mailový účet. Těsně po prezidentských volbách, dne 12. listopadu 2016 FBI zveřejnila, že obvinění se rozšiřuje se nad rámec porušení zákonů proti „hrubé nedbalosti“, takže Clintonová byla vyšetřována i za porušení federálního zákona kvůli poskytnutí „materiálně nepravdivých“ informací.
Podle průzkumu veřejného mínění z července 2016, provedeného pro New York Times / CBS News, nepovažovalo 67 % dotázaných Američanů Clintonovou za čestnou a důvěryhodnou političku. K negativnímu hodnocení přispěla i aféra kolem e-mailů Clintonové.
Vyšetřování FBI ve věci úředních e-mailů Hillary Clintonové, zahájené v dubnu 2016, bylo poté zastaveno a obnoveno teprve dne 28. října 2016, tedy 11 dní před prezidentskými volbami. Tehdejší ředitel FBI James B. Comey napsal dopis Kongresu Spojených států, ve kterém oznámil, že na počítačích jisté soukromé osoby byly objeveny další e-maily Clintonové , ale neupřesnil jejich obsah a rozsah jejich spojitosti s bývalou ministryní zahraničí. Onou soukromou osobou byl Anthony Weiner, do roku 2011 člen Sněmovny reprezentantů za Demokratickou stranu a manžel Humy Abedinové, jedné z dlouholetých předních poradkyní Clintonové jako ministryně. Weiner a Abedinová používali tytéž soukromé počítače. Důvodem průzkumu těchto počítačů bylo vyšetřování ve věci Weinerovy choulostivé internetové korespondence s jinými ženami, mj. s 15letou dívkou. Podle zpráv se na Weinerových počítačích nacházelo až 650 000 e-mailů. Vyšetřovatelé FBI měli podezření, že by se některé z asi 30 000 e-mailů, které byly vymazány ze soukromého serveru Hillary Clintonové, mohly nacházet na počítačích Weinera a Abedinové, takže měli v úmyslu o těchto věcech hovořit i s Abedinovou.
Další zveřejněnou okolností kolem poradkyně Abedinové je, že její bratr byl napojen na Muslimské bratrstvo, a podle pěti členů Kongresu USA měla Abedinová „nejbližší rodinné napojení na zahraniční extremistické organizace“, což je „potenciálně diskvalifikující podmínka pro získání bezpečnostní prověrky“. Podle dalších informací působila matka Abedinové tehdy jako profesorka na jedné z univerzit pro ženy v Saúdské Arábii. V této zemi také celá rodina dříve po dlouhá léta žila, takže tam Huma Abedinová vyrostla.
Deník The New York Times oznámil, že ministerstvo spravedlnosti USA „silně odrazovalo“ Comeyho od zveřejnění informace o novém vyšetřování v kauze e-mailů Clintonové tak krátce před volbami. Na Comeyho bezvýsledně naléhali vysocí úředníci ministerstva, kteří naznačovali, že v tom mají podporu jeho přímé nadřízené, ministryně spravedlnosti (Attorney General) Loretty Lynchové. Ministryně se však na Comeyho osobně neobrátila.
Již v červenci 2016 zveřejnil Julian Assange na stránkách WikiLeaks (jejichž je zakladatelem) uniklé e-maily Demokratického národního výboru, ze kterých plyne, že politický aparát Demokratické strany, který by měl zachovávat neutralitu, sabotoval během stranických primárek v prezidentských volbách roku 2016 kampaň demokratického kandidáta na prezidenta Bernieho Sanderse a naopak podporoval Clintonovou. Demokratický národní výbor také skrytě spolupracoval s některými mainstreamovými médii v kampani proti Sandersovi a Donaldu Trumpovi a na podpoře Clintonové. Assange prohlásil, že si nepřeje vítězství Clintonové a zveřejněním e-mailů se snaží snížit její šance na zvolení, protože Clintonová podle jeho názoru zavleče Spojené státy do „nekonečných stupidních válek“.

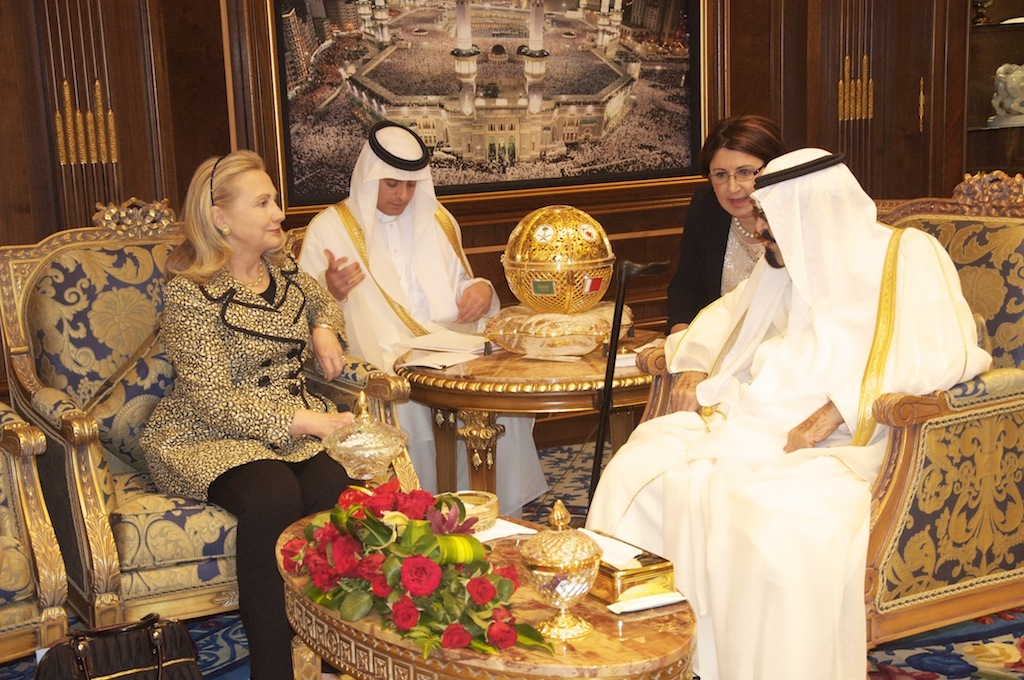
Ministryně zahraničí USA Hillary Clintonová a král Saúdské Arábie Abd Alláh bin Abd al-Azíz, 30. března 2012

Během období, kdy byla Clintonová ministryní zahraničí, se vývoz amerických zbraní do Saúdské Arábie zvýšil o 97 %. Přibližně ve stejném období nadace manželů Clintonových The Clinton Foundation přijala od Saúdské Arábie dary v hodnotě $10 milionů. V jejích uniklých e-mailech Clintonová přiznává, že vůči Saúdské Arábii používala jiná měřítka než vůči jiným zemím, když šlo o kritiku porušování lidských práv. Nadace přijala peníze také od emirátu Katar, a to bez vědomí amerického ministerstva zahraničí, které měla Clintonová jako tehdejší ministryně sama informovat.

## Vyznamenání
- Řád přátelství I. třídy – Kazachstán, 26. ledna 2001[61]
- velkodůstojník Řádu Lakandula – Filipíny, 16. listopadu 2011[62]
- Řád národního praporu – Albánie, 2012[63]
- vrchní velitel Řádu filipínské čestné legie – Filipíny, 11. ledna 2013[64]
- Řád kříže země Panny Marie I. třídy – Estonsko, 6. února 2013[65]
- velkokříž Řádu za zásluhy Polské republiky – Polsko, 21. května 2013 – udělil prezident Bronisław Komorowski za vynikající služby pro rozvoj polsko-americké spolupráce[66]
- velkokříž Řádu Vitolda Velikého – Litva, 17. června 2013[67]
- Řád zlatého rouna – Gruzie, 16. listopadu 2013
- velkodůstojník Řádu tří hvězd – Lotyšsko, 18. září 2014[68]
- Prezidentská medaile svobody s vyznamenáním (USA, 7. ledna 2025) [69]